# ساشا ماركوفيتش (لاعب كرة قدم)
ساشا ماركوفيتش (بالسيريلية الصربية: Саша Марковић) هو لاعب كرة قدم صربي في مركز الوسط، ولد في 13 مارس 1991 في بروس في صربيا. شارك مع منتخب صربيا تحت 19 سنة لكرة القدم ومنتخب صربيا تحت 21 سنة لكرة القدم. أما مع النوادي، فقد لعب مع نادي أو إف كيه بيوغراد ونادي بارتيزان ونادي قرطبة.

## وصلات خارجية
- ساشا ماركوفيتش (لاعب كرة قدم) على موقع الاتحاد الأوربي (الإنجليزية)
- ساشا ماركوفيتش (لاعب كرة قدم) على موقع قاعدة بيانات كرة القدم.إي يو (الإنجليزية)
- ساشا ماركوفيتش (لاعب كرة قدم) على موقع بيانات كرة القدم. دي إي (الألمانية)
- ساشا ماركوفيتش (لاعب كرة قدم) على موقع Soccerbase.com (لاعب) (الإنجليزية)
- ساشا ماركوفيتش (لاعب كرة قدم) على موقع Soccerway.com (الإنجليزية)
- ساشا ماركوفيتش (لاعب كرة قدم) على موقع عالم كرة القدم.نت (الإنجليزية)
- ساشا ماركوفيتش (لاعب كرة قدم) على موقع AS.com (الإسبانية)